# Nicolaea ceglusa
Nicolaea ceglusa is een vlinder uit de familie van de Lycaenidae. De wetenschappelijke naam van de soort werd als Thecla ceglusa in 1868 gepubliceerd door William Chapman Hewitson.